# Heinz Schiller
Heinz Schiller (Frauenfeld, Suiza; 25 de junio de 1930-Montana, Suiza; 26 de marzo de 2007) fue un piloto suizo de automovilismo. Participó en un Gran Premio de Fórmula 1 para la Ecurie Filipinetti. Corrió también en carreras de resistencia, principalmente con la marca Porsche.

## Carrera
Schiller comenzó compitiendo en lanchas rápidas en la década de 1950. En sus primeras participaciones como automovilista, llegó en segundo lugar en su clase en la Mille Miglia de 1957. En 1958 corrió con un Porsche RS en la carrera de Fórmula 2 en Pau y terminó sexto.
En el año 1962, corrió con un viejo Porsche 718 en el Gran Premio de Bruselas y terminó octavo. Luego de esto, Schiller se inscribió en el GP de Bélgica con la Ecurie Maarsbergen, pero no finalmente no fue parte del evento. Ese año también corrió las 24 Horas de Le Mans; terminó duodécimo en la general y segundo en su clase con un 356B.
Dos meses después, la Ecurie Filipinetti contrató a Schiller para el Gran Premio de Alemania. Allí pilotó un Lotus 24 durante 4 vueltas, hasta retirarse por una falla en la presión de aceite. Nuevamente con el viejo 718, terminó tercero en Pau. En 1963 manejó para Filipinetti, y logró algunos buenos resultados, incluyendo una victoria de clase en la subida Ollon-Villars y un segundo puesto en clase en los 1000 km de Nürburgring con Hans Kühnis. Repitió participación en Le Mans, esta vez con un vehículo oficial Porsche junto a Ben Pon, pero no finalizaron.
En el siguiente año, en Le Mans fue décimo en la general y tercero en su clase en un 904 con Gerhard Koch, y en Nürburgring fue octavo con Jo Siffert con equipo privado.
Se retiró luego de 1967, pero más adelante dirigió el equipo Schiller Racing, con el que inscribió dos Porsche 934 en las 24 Horas de Le Mans de 1977.
Murió en la ciudad de Montana, Suiza, el día 26 de marzo del año 2007.

## Resultados

### Fórmula 1
(Clave) (negrita indica pole position) (cursiva indica vuelta rápida)

| Año     | Escudería          | 1   | 2   | 3       | 4   | 5   | 6       | 7   | 8   | 9   | Pos. | Puntos |
| ------- | ------------------ | --- | --- | ------- | --- | --- | ------- | --- | --- | --- | ---- | ------ |
| 1962    | Ecurie Maarsbergen | NED | MON | BEL DNP | FRA | GBR |         |     |     |     | NC   | 0      |
| 1962    | Ecurie Filipinetti |     |     |         |     |     | GER Ret | ITA | USA | RSA | NC   | 0      |
| Fuente: |                    |     |     |         |     |     |         |     |     |     |      |        |